# Ocularia subashantica
Ocularia subashantica är en skalbagge som beskrevs 1956 av Stefan von Breuning. Arten ingår i släktet Ocularia och familjen långhorningar. Artens är endemisk för Ghana. Inga underarter finns listade i Catalogue of Life.